# 彼此的未來
《彼此的未來》是中國偶像組合SNH48的第十五張EP。

## 簡介
《彼此的未来》曲风清新温暖，旋律和歌词朗朗上口，伴着成员温暖动人的演绎，引发无限遐想。该唱片集合了S、N、H、X、XII各队成员以突破、重生为主题进行了唱片的录制。SNH48的音乐制作团队为各队成员们量身打造了曲风多元的歌曲。首尾两首歌曲首次在原创EP中使用了慢歌的形式，相互呼应，《彼此的未来》是一首SNH48成员们自述关于梦想与一路走来的心路历程，《致每个你》则是献给对长久以来支持SNH48的粉丝的一首感恩，回馈的歌。

## 收錄曲目
| CD       | CD                | CD       | CD              | CD              | CD       | CD    |
| 曲序     | 曲目              |          | 作曲            | 编曲            | 演唱者   | 时长  |
| -------- | ----------------- | -------- | --------------- | --------------- | -------- | ----- |
| 1.       | 彼此的未來        | 甘世佳   | OKBOYS          | OKBOYS          | 選拔組   | 4:29  |
| 2.       | 天使與惡魔        | 劉捷     | Wes Coz         | Wes Coz         | Team SII | 3:14  |
| 3.       | 傾聽我的愛        | 劉捷     | Mcflied Chicken | Mcflied Chicken | Team NII | 3:36  |
| 4.       | 美麗世界          | 吳燕文   | 鴨毛            | 謝維            | Team HII | 4:09  |
| 5.       | Run For The Dream | 劉捷     | Shaliponte      | Shaliponte      | Team X   | 3:50  |
| 6.       | 致每個你          | 甘世佳   | OKBOYS          | OKBOYS          | Team XII | 4:12  |
| 总时长： | 总时长：          | 总时长： | 总时长：        | 总时长：        | 总时长： | 23:30 |

## 選拔成員

### 彼此的未來
（Center：李藝彤）
- Team SII：莫寒、孫芮、吳哲晗
- Team NII：馮薪朵、黃婷婷、林思意、李藝彤
- Team HII：郝婉晴、吳燕文、張昕
- Team X：李釗、邵雪聰、楊冰怡
- Team XII：陳音、嚴佼君、張怡

李藝彤首次擔任選拔Center。楊冰怡、陳音、嚴佼君首次參與選拔。

### 天使與惡魔
（Center：孔肖吟）
- Team SII：陳觀慧、陳思、戴萌、蔣芸、孔肖吟、李宇琪、莫寒、錢蓓婷、邱欣怡、孫芮、吳哲晗、徐晨辰、許佳琪、徐子軒、袁雨楨、張語格

邱欣怡重返Team SII正規16人。袁丹妮掉出Team SII正規16人。

### 傾聽我的愛
（Center：萬麗娜）
- Team NII：陳佳瑩、陳問言、馮薪朵、龔詩淇、黃婷婷、何曉玉、羅蘭、林思意、陸婷、李藝彤、萬麗娜、許逸、易嘉愛、趙粵、周怡、曾艷芬

羅蘭、林思意重返Team NII正規16人。江真仪、张雅梦掉出Team NII正規16人。

### 美麗世界
（Center：謝妮）
- Team HII：郝婉晴、劉炅然、林楠、劉佩鑫、李清揚、沈夢瑤、孫珍妮、王柏碩、吳燕文、徐晗、謝妮、徐伊人、許楊玉琢、袁航、楊惠婷、張昕

### Run For The Dream
（Center：邵雪聰）
- Team X：陳琳、馮曉菲、李晶、李釗、祈靜、邵雪聰、宋昕冉、孫歆文、汪佳翎、汪束、王曉佳、謝天依、楊冰怡、楊韞玉、張丹三、張嘉予

### 致每個你
（Center：張怡）
- Team XII：陳音、陳韞凌、費沁源、洪珮雲、姜杉、蔣舒婷、李佳恩、呂夢瑩、劉增艷、潘瑛琪、宋雨珊、嚴佼君、於佳怡、鄒佳佳、張文靜、張怡

## 軼事
- 陈音參與的最後一張EP。

## 外部連結
- SNH48官网的专页 （页面存档备份，存于）